# Martin Agricola
Martin Agricola (n. 6 ianuarie 1486 Schwiebus — d. 10 iunie 1556 Magdeburg) a fost un compozitor și pedagog german.